# فوکوس خودکار (فیلم)
فوکوس خودکار (به انگلیسی: Auto Focus) فیلمی محصول سال ۲۰۰۲ و به کارگردانی پل شریدر است. در این فیلم بازیگرانی همچون گرگ کینر، ویلم دفو، ریتا ویلسون، ماریا بلو، ران لیبمن، کرت فولر، گرند ال. بوش، اد بیگلی. جی آر، مایکل مک‌کین و جان کیپلاس ایفای نقش کرده‌اند.